# Сем Дорман
Сем Дорман (енгл. Sam Dorman; Темпи, 30. август 1991) елитни је амерички скакач у воду чија специјалност су углавном синхронизовани и појединачни скокови са даске са висине од 3 метра.
Највећи успех у каријери остварио је на Летњим олимпијским играма 2016. у Рио де Жанеиру где је у пару са Мајклом Хиксоном освојио сребрну медаљу у синхронизованим скоковима са даске.
На светском првенству 2015. у руском Казању у пару са Кристијаном Ипсеном заузео је седмо место у синхронизованим скоковима са даске.